# Бейер, Франц (музыковед)
Франц Бейер (1835—1896) — норвежский композитор и исполнитель-виртуоз, дирижёр, музыковед
, также лично знакомый с известным композитором Эдвардом Хагерупом Григом.
Всю свою жизнь прожил в Бергене, и по словам современников, его деятельность очень сильно повлияла на музыку Грига. Благодаря их тесной дружбе ещё с детства, Бейер всё сильнее приобщался к музыке, и в 1869 году выпустил свой первый и единственный сборник норвежских национальных песен с переработанной мелодией. Опять же с помощью Грига вышел в свет, но благодаря своему умению вечно делать из мухи слона был вынужден вскоре отстраниться от высшего общества.
В 1870 году встретил Женевьеву де Люкс, француженку с высшим образованием, пианистку и знаменитую певицу, которая в это время разъезжала с концертами по Европе. В марте этого же года Франц сделал ей предложение, но Женевьева ему отказала, так как была влюблена в его троюродного племянника по линии двоюродного брата Людвига Дорена.
В 1872 году Бейер переехал в свой загородный дом, недалеко от Бергена, и прожил там до 1876 года.
В июле этого года, скопив определёную сумму, поехал в свою первую и последнюю поездку по Европе. Его маршрут состоял из Лондона, Парижа, Берлина и других более мелких городов. Обратно в Берген он вернулся только в 1882 году.
Вскоре после этого он вернулся в свой загородный дом. Неподалёку жила девятилетняя Анжела бон Рюстишь, которую Бейер признал на редкость талантливой и музыкальной девочкой. А так как других учителей музыки поблизости не оказалось, родители отдали Анжелу заниматься к Францу.
Девочка прозанималась у своего учителя до 1888 года, когда её родители признали обучение достаточным и переехали в другой город. Сам Бейер потом признавался, что полюбил эту девочку, как родную дочь, и прощание далось ему очень тяжело. В течение двух лет Франц работал церковным органистом и заслужил себе небольшую известность в пределах городка и его окрестностей.
Зимой 1991 года поехал в Берген, снял там квартиру и начал уже осмысленно зарабатывать на ещё одно путешествие по Европе, работая учителем в небольшой школе имени Моцарта.
В 1893 году заболел плевритом, но несмотря на советы врачей продолжил работать, так как по собственному признанию хотел, чтобы заработанные им деньги перешли к Анжеле бон Рюстишь. Он мечтал, чтобы девочка стала талантливой и популярной исполнительницей или певицей.
В 1896 году состояние здоровья Франца резко ухудшилось, и в конце августа он всё же лёг в больницу. 7 сентября этого же года умер. Сумма, заработанная им во время работы в школе имени Моцарта, перешла к Анжеле, которая потом с благодарностью вспоминала «милого, доброго, удивительно чуткого и чуть простоватого» учителя. По собственному завещанию его прах был погребён в Бергене, на родине, а на его похоронах исполнялся реквием Моцарта, любимое произведение Бейера.